# Canis Heights
Die Canis Heights sind ein größtenteils verschneiter Gebirgskamm im Palmerland auf der Antarktischen Halbinsel. Er ragt zwischen den oberen beiden Nebengletschern des Millett-Gletschers am Westrand des Dyer-Plateaus auf.
Das UK Antarctic Place-Names Committee benannte das Gebirge 1976 nach der Sternenbildern Canis Major und Canis Minor.